# Kai Tracid
Kai Tracid (vlastním jménem Kai Franz, * 17. ledna 1972, Frankfurt nad Mohanem, Německo) je německý DJ a producent, zabývající se žánry jako je trance, hard trance nebo acid trance.
Jméno Tracid vzešlo z kombinace dvou názvů hudebních žánrů – trance a acid.
V Německu se do povědomí se svým singlem "Your Own Reality". Světoznámým se stal díky svému singlu "Liquid Skies". Od roku 2000 má svoji vlastní nahrávací společnost Tracid Traxxx.

## Biografie
Kai Tracid byl od malička fascinován elektronickou hudbou, a tak není divu, že se postupem času rozhodl sám produkovat. Začátky nebyly jednoduché a na hudební scéně prorazil se svým hitem Your Own Reality, který se týdny držel v německé hitparádě mezi třiceti nejlepšími singly.
Už dříve pracoval na některých diskotékách ve Frankfurtu a okolí, aby si mohl financovat školu. Postupem času vyspěl v prostředí frankfurtské hudební scény a pořídil si své vlastní studio Tracid Traxxx.
Debutoval se svým albem Skywalker (1999). Začal se účastnit akcí jako je Love Parade nebo Streetparade, a vystupování ve známých klubech nebo na hudebních kanálech Viva a MTV mu přineslo popularitu.
Po roce 2007 se stáhl z hudební scény do ústraní a věnoval se józe. Ale v roce 2013 ohlásil svůj comeback a připravované album. Ten samý rok se také stává rezidentním DJem pražské klubové noci Trancefusion Old School Edition.

## Diskografie

### Alba
- Skywalker 1999 (1999)
- Trance & Acid (2002)
- Contemplate (The Reason You Exist) (2003)

### Singly
- "So Simple" (1996)
- "Makin' Friends" (1997)
- "Your Own Reality" (1997)
- "Dance for Eternity" (1998)
- "Liquid Skies" (1998) #31-Germany
- "Destiny's Path" (1999)
- "Tiefenrausch (The Deep Blue)" (2000)
- "Too many Times" (2001)
- "Life is too Short" (2001)
- "Trance & Acid" (2002)
- "4 just 1 day" (2002)
- "Conscious" (2003)
- "Deeper" (2004)
- "Inflator / Aural Border" (2007)
- "Depressive Mood / Discreet Charm" (2007)